# Budzigniew
Budzigniew – imię męskie utworzone na wzór staropolskich, nienotowane w dawnych dokumentach.
Budzigniew imieniny obchodzi 15 września.